# جانيت فرانكلين
جانيت فرانكلين (بالإنجليزية: Janet Franklin)‏ هي عالمة بيئة وجغرافية أمريكية، ولدت في 8 يوليو 1959 في فرانكفورت في ألمانيا.